# 長崎県立女子短期大学
長崎県立女子短期大学（ながさきけんりつじょしたんきだいがく、英語: Nagasaki Prefectural Women's Junior College）は、長崎県長崎市鳴滝1-4-1に本部を置いていた日本の公立大学である。1950年に設置され、2000年に廃止された。大学の略称は「県女短（けんじょたん）」、「県短（けんたん）」。

## 概要

### 大学全体
- 長崎県長崎市に所在した日本の公立短期大学で、設置主体は長崎県。
- 国内で最初に認可された短期大学149校[注 1]の1校として、1950年に3学科[注 2]体制[注 3]で開学した[4]。当初の入学総定員は240名。
- 1956年度より長崎県立佐世保商科短期大学との統合で長崎県立短期大学となる[注 4]が、旧来の佐世保商科短期大学にあった商科が大学への移行によって廃止されるとともに設置当初の学名に再改名される。最終的には、4学科[注 5]体制となる。
- 1998年度の入学生を最後に[注釈 2]、2000年に短期大学としての使命を終える[8]。

### 教育および研究
- 長崎県立女子短期大学には保育科が設けられており、附属幼稚園での教育実習も取り入れられていた。

### 学風および特色
- 長崎県立女子短期大学は旧来の高等女学校を起源としていることから、とりわけ家政科や英文科の専門教育には伝統がある。
- 5月8日が開学記念日となっていた。
- 地名や学生寮などに「鳴滝」といった名称が入っていることから、シーボルトに関連したものとなっていた。
- 1956年10月より学友会文芸誌として『四季』が年に1回発刊されていた。

## 沿革
高等女学校時代
- 1901年（明治34年）6月28日 - 文部省の認可を受け、西山郷（片淵）に「長崎高等女学校」（修業年限4年）が創立。
- 1902年（明治35年）
  - 3月 - 校舎が完成。
  - 5月1日 - 授業を開始。
- 1912年（明治45年）4月1日 - 「長崎県立長崎高等女学校」に改称。
- 1916年（大正5年）3月31日 - 補習科が廃止される。
- 1923年（大正12年）4月1日 - 高等科（修業年限3年、定員130名、国語科・英語科の2学科）を設置。この高等科が後の短期大学の前身となる。
- 1929年（昭和4年）4月1日 - 専攻科（修業年限3年、定員240名、国文科・家政科（家事・裁縫）の2科）を設置[注 7]。
- 1931年（昭和6年）3月31日 - 高等科を廃止。
- 1932年（昭和7年）4月20日 - 家政科卒業生に無試験で中等学校裁縫科教員の資格が認定されるようになる。
- 1934年（昭和9年）10月10日 - 家政科卒業生に無試験で中等学校家庭科教員の資格が認定されるようになる。
- 1935年（昭和10年）5月23日 - 国文科卒業生に無試験で中等学校国語科教員の資格が認定されるようになる。
- 1936年（昭和11年）2月 - 専攻科の定員を150名とする。
- 1938年（昭和13年）3月31日 - 国文科を廃止。定員を130名とする。
- 1943年（昭和18年）
  - 4月 - 保育所が併設される。
  - 4月15日 - 専攻科2年生の三菱長崎製作所への勤労学徒動員が開始。
  - 10月2日 - 専攻科3年生の三菱長崎製作所への勤労学徒動員が開始。
- 1945年（昭和20年）
  - 1月 - 専攻科1年生の三菱長崎製作所への勤労学徒動員が開始。
  - 8月9日 - 長崎市への原子爆弾投下により、教員4名と専攻科生徒9名が犠牲となる。
  - 8月15日 - 終戦。
  - 10月15日 - 授業を再開。
- 1946年（昭和21年）5月 - 併設の保育所を「たちばな保育所」と命名。

女子専門学校時代
- 1947年（昭和22年）
  - 2月28日 - 専攻科の「長崎県立女子専門学校」（修業年限3年、英文科・保健科・被服科の3学科）への昇格が認可される。校長は高等女学校長の山本千里が兼任。
  - 4月21日 - 開学。第1回入学式を挙行。
  - 10月 - 保健科を生活科に改称。
- 1948年（昭和23年）
  - 3月31日 - 女子専門学校卒業生に中学・高等学校教員免許（英語科・家庭科）が授与される。
  - 4月1日 - 学制改革[注 8]により高等女学校本科が廃止され、新制高等学校「長崎県立長崎女子高等学校」が発足。
  - 11月 - 長崎市内の公立高等学校の再編により、県立長崎女子高等学校が他3校[注 9]と統合の上、長崎県立長崎東高等学校と長崎西高等学校の2校が開校[注 10]。
- 1949年（昭和24年）
  - 4月1日 - 女子専門学校第2代校長に中原賢治が就任。
  - 9月 - 校舎を鳴滝の長崎県立長崎西高等学校[注 11]に移転し、当分の間同居の形をとる。

短期大学
- 1949年（昭和24年）10月 - 文部省[注釈 3]に短期大学[注 12]の設置認可に関する申請を以下の通り行う[注 13]。なお、学科・専攻は以下の通りとなっている[12]。
  -     - 家政科[注釈 4] - 第一部 入学定員40・第二部 入学定員40
    - 英文科[注釈 4] - 第一部 入学定員40・第二部 入学定員40
    - 体育音楽科 入学定員40[13]
    - 整容科 入学定員20[13]
- 1950年（昭和25年）
  - 3月14日 左記を以て短期大学の設置が文部省[注釈 3]より認可される[14]。但し、以下の通り変更あり。
    - 家政科 - 第一部 入学定員40→80・被服専攻→入学定員40・食物専攻→入学定員40 ・第二部 入学定員40
    - 英文科 - 第一部 入学定員40→80・英文専攻 入学定員40・商業英語専攻 入学定員40・第二部 入学定員40
    - 体育音楽科→体育科  入学定員40→80
    - 整容科 入学定員20

  - 3月31日 - 初代学長に中原賢治が就任。休園中であったたちばな保育所を附属幼稚園に改組し、開園。
  - 4月1日 左記を以て長崎県立女子短期大学が上記の学科体制にて開学する[注 14]。
  - 5月8日 - 第1回入学式を挙行。以降、開学記念日とする。
  - 9月 - 長崎西高等学校が竹の久保町に校舎を新築し移転したため、鳴滝の校舎と校地すべてが長崎県立女子短期大学に移管される。
  - 12月12日 - 厚生省により栄養士養成施設に指定される。
- 1951年（昭和26年）
  - 2月1日 - 英文科専攻と商業英語専攻を統合し、英語英文科とする。
  - 3月31日 - 最後の卒業生を送り出し、長崎県立女子専門学校が閉校。
  - 11月19日 - 開学式典を挙行。
- 1952年（昭和27年）
  - 2月8日 - 教員免許状等授与の所要資格を取得させるための正規の課程が認定される。
    - 家政科 - 【食物専攻】栄養士と中学校教員二級免許（家庭）、【被服専攻】中学校教員二級免許（家庭）
    - 英文科 - 中学校教員二級免許（英語）
    - 体育科 - 中学校教員二級免許（保健体育[注 15]）
- 1954年 学生数[17][注 16]/定員[19]
  - 家政科 女174/160、英文科 女86/80、体育科 女63/60
- 1956年（昭和31年）10月 - 学友会文芸誌「四季」を創刊。
- 1957年（昭和32年）
  - 2月6日 - 学歌を制定。
  - 4月1日 - 長崎県立佐世保商科短期大学を統合し始め、長崎県立短期大学[注 17]となり、以下の学科体制、入学定員に変更[20]。
    - 家政科 - 被服専攻 40・食物専攻 40・体育科 30→35 ・ 英文科 40・商科第一部 80・商科第二部 80
- 1958年（昭和33年）5月1日 学生数[21]/定員[22]
  - 英文科 143[注 18]/ ・ 家政科 女194/160 ・ 体育科 女81/70 ・ 商科第一部 151[注 19]/160・商科第二部 不明[注 20]/240
- 1960年（昭和35年）9月30日 - 構外グラウンドに学生寮が完成。
- 1961年（昭和36年）4月20日 - 同窓会誌第一号を発刊。
- 1962年（昭和37年）
  - 2月10日 - 中学校教員二級免許状を課すための聴講生課程を認定。
  - 10月2日 - 4階建ての校舎が完成し、移転を完了。
- 1963年（昭和38年）4月15日 - 長崎県立保育専門学園が設置される。
- 1965年（昭和40年）4月1日 - 長崎県立保育専門学園が長崎県立保育短期大学校に改称。
- 1966年（昭和41年）
  - 4月1日 商科第一部、第二部の学生募集を最終とする[注釈 5]。
  - 5月1日 学生数[24]/定員 - 英文科 206[注 22]/60 ・ 家政科 女196/160 ・ 体育科 女90/70 ・ 商科第一部 181[注 23]/160・商科第二部 247[注 24]/240
- 1967年（昭和42年）
  - 4月1日 - 長崎県立保育短期大学校が長崎県立短期大学附属となる。英文科の入学定員を40→20に減員[25]。
  - 5月1日 学生数[5]/定員 - 英文科 199[注 25]/60 ・ 家政科 女193/160 ・ 体育科 女87/70 ・  商科第一部 91[注 26]・商科第二部 161[注 27]
- 1968年（昭和43年）
  - 1月11日 - 体育館が完成。
  - 3月31日 - 共学の商科第一部が廃止される[26]。
- 1969年（昭和44年）4月1日 - 共学の商科第二部も廃止され、佐世保校が四年制大学へ転換[注 28]することに伴い、分離し「長崎県立女子短期大学」（再）に戻る[26]。
  - 家政科 - 被服専攻 40・食物専攻 40 ・ 体育科 35 ・ 英文科 20
- 1970年（昭和45年）9月 - 新本館が完成。
- 1972年（昭和47年）11月 - 学生クラブ会館が完成。
- 1977年（昭和52年）12月21日 - 保育科の設置が認可される[27]。
- 1978年（昭和53年）
  - 1月5日 - 幼稚園教員二級免許の資格が認定される。
  - 3月13日 - 保母の資格が認定される。
  - 4月1日 - 長崎県立保育短期大学校を統合開始し、保育科を増設[注 29]。
  - 5月1日 -  学生数[29]/定員 - 家政科 女195/130 ・ 英文科 女192/120 ・ 体育科 女89/60 ・ 保育科 女50/60
- 1979年（昭和54年）3月31日 - 最後の卒業生を送り出し、長崎県立保育短期大学校が廃止される。
- 1981年（昭和56年）10月 - 公開講座を開始。
- 1982年（昭和57年）7月23日 - 長崎大水害により、大きな被害を受ける。
- 1983年（昭和58年）1月30日 - 新学生寮が完成。
- 1991年（平成3年）12月 - 4年制大学学部学科構想を長崎県に提出。
- 1992年（平成4年）
  - 3月 - 卒業生に準学士の称号が与えられるようになる。
  - 4月 - 週休2日制を開始。
- 1998年（平成10年）
  - 4月1日 - 最後の学生募集（最後の入学式）となる[注釈 2]
  - 5月1日 学生数/定員[30] - 英文科 女146/120 ・ 家政科 女144/130 ・ 体育科 女69/60 ・ 保育科 女69/60
- 1999年（平成11年）
  - 3月16日 - 鳴滝キャンパスでの最後の卒業式を挙行。
  - 3月31日 - 附属幼稚園を閉園。
  - 4月1日 - 西彼杵郡長与町吉無田郷[注 30]に移転し、最後の1年間県立長崎シーボルト大学と併設の形をとる[注 31]。
  - 5月1日 学生数/[31]定員 - 英文科 女76/60 ・ 家政科 女71/65 ・ 体育科 女34/30 ・ 保育科 女35/30
- 2000年（平成12年）
  - 3月16日 - 最後の卒業式を挙行。
  - 3月23日 - 閉学記念式典を挙行。
  - 3月31日 - 閉学。50年の歴史に幕を閉じる[8]。

閉学後
- 2000年（平成12年）4月1日 - 鳴滝の校地に長崎県立鳴滝高等学校（定時制課程・通信制課程）が開校。

## 基礎データ

### 所在地
- 長崎県長崎市鳴滝1-4-1[注釈 1]

### 象徴

#### 学章
昭和25年、長崎県立女子専門学校から長崎県立女子短期大学に昇格する際に制定された。長崎港の象徴である鶴を3羽と女子短大の「女」の文字を図案化したものを組み合わせ、中央に「大學」の文字（縦書き）を置いている。

#### 大学歌
1957年（昭和32年）2月6日に制定された。作詞は福田清人（児童文学作家、長崎県出身）、作曲は寺崎良平（長崎県立女子短期大学教授）による。歌詞は2番まである。
またこれとは別に以下の歌があった。
- 体育科「野菊の園」（作詞:上森重治／作曲:寺崎良平）
- 保育科「長崎の空」（作詞:第7期生／作曲:池田松洋）
- 「選手激励の歌」（作詞:上森重治／作曲:寺崎良平）
- 「女子大音頭」（作詞:池田祐重／作曲:寺崎良平）
- 「鳴滝寮寮歌」（作詞:中原賢次／作曲:寺崎良平）
- 第一学生歌「みどりの屋根」

## 教育および研究

### 組織

#### 学科[注 32]
最終的な学科数は4。
- 家政科
  - 食物専攻 入学定員35
  - 被服専攻 入学定員30

- 英文科 入学定員60 
  - 英文専攻 入学定員40名
  - 商業英語専攻 入学定員40名

- 体育科 入学定員30
- 保育科 入学定員30

##### 一時的にあった学科
- 商科
  - 第一部 入学定員80名
  - 第二部 入学定員80名

#### 取得資格
教職課程
- 中学校教諭二種免許状- 家庭（家政科）・英語（英文科）・体育（体育科）
- 幼稚園教諭二種免許状（保育科）

その他
- 保育士資格（保育科）
- 栄養士資格（家政科食物専攻）

#### 附属機関
- 附属図書館：1990年（平成2年）11月新設[36]

### 研究
- 『長崎県立女子短期大学研究紀要』[37] 。
- 『長崎県立短期大学長崎女子部研究紀要』[38]
- 『長崎県立短期大学長崎女子部・長崎県立保育短期大学校研究紀要』[39]

## 学生生活

### 部活動・クラブ活動・サークル活動[40]
- 長崎県立女子短期大学で活動していたクラブ活動
  - 体育系：バレーボール、バスケットボール、テニス、バドミントン、ダンス、弓道、器械体操、陸上競技
  - 文化系：茶道、ESS、華道、コーラス、フォークソング、映画、書道

### 学園祭
- 長崎県立女子短期大学の学園祭は「鳴滝祭」と呼ばれ、毎年概ね11月下旬に行われていた。家政科被服専攻の学生によるウェディングドレスショーが売りとなっていた[40]。

### スポーツ
- 左記の資料を参照[41]。

## 大学関係者
- 鳥巣通明  - 学長、1975年（昭和50年）4月2日〜）

出身者
- 長井ありさ - フリーアナウンサー

## 同窓会
長崎県立女子短期大学には同窓会組織があり、1961年4月20日に同窓会誌第1号が発刊された。名称はキャンパスの所在する地名にちなみ「鳴滝同窓会」と称されていた。

## 施設
- キャンパス - 鳴滝の1キャンパス制。
- 学生寮 - 元々「静雅寮」と呼ばれていたが、昭和26年3月4日当時、西山から鳴滝に移転したことに伴い、「鳴滝寮」に改称された。

## 附属機関
長崎県立保育短期大学校
- 1963年（昭和38年）4月15日 - 「長崎県立保育専門学園」が設置される。当分の間長崎県立女子短期大学の校舎に同居の形をとる。
- 1964年（昭和39年）3月31日 - 長崎県立女子短期大学のそばに保育専門学園単独の校舎が完成。
- 1965年（昭和40年）4月1日 - 「長崎県立保育短期大学校」に改称。
- 1967年（昭和42年）4月1日 - 「長崎県立短期大学附属保育短期大学校」となる。
- 1978年（昭和53年）4月1日 - 長崎県立女子短期大学に保育科が設置される。（保育短期大学校としての生徒募集を停止）
- 1979年（昭和54年）3月31日 - 最後の卒業生を送り出し、廃止される。

長崎県立女子短期大学附属幼稚園
- 1943年（昭和18年）4月 - 「長崎県立長崎高等女学校付設保育所」として開園。
- 1945年（昭和20年）8月 - 長崎市への原子爆弾投下により、休園となる。
- 1946年（昭和21年）5月 - 「たちばな保育所」として再開される。
- 1949年（昭和24年）4月 - 学制改革により、再び休園となる。
- 1950年（昭和25年）3月 - 「長崎県立女子短期大学附属幼稚園」に改組され開園。鳴滝の長崎県立長崎西高等学校仮校舎の一部を暫定的に利用。
- 1951年（昭和26年） - 運動場にあった理科実験室を改修の上園舎が完成し移転。
- 1952年（昭和27年） - 家政科食物専攻の集団給食実習場として利用される。
- 1963年（昭和38年） - 長崎県立保育専門学園の実習施設となる。
- 1966年（昭和41年） - ツツジ園南側の敷地に鉄筋コンクリート造2階建ての園舎が完成。
- 1978年（昭和53年） - 長崎県立女子短期大学保育科の実習施設となる。
- 1982年（昭和57年） - 1年保育（5歳児）の園児募集を停止。
- 1985年（昭和60年）7月 -  隣接の長崎原爆病院看護婦寮が移転したため、その跡地に鉄筋コンクリート造2階（一部3階（図書室））建ての新園舎が完成。
- 1997年（平成9年） - 3年保育（3歳児）の園児募集を停止。
- 1998年（平成10年） -  2年保育（4歳児）の園児募集を停止。
- 1999年（平成11年）3月31日 - 長崎県立女子短期大学の長与移転（翌年閉校）に伴い、閉園。

## 社会との係り
- 1988年（昭和63年）10月4日～11月8日において公開講座が行われた[42]。

## 系列校
- 長崎県立大学
- 長崎県立佐世保商科短期大学